# Агамурадов, Пурли Нурмамедович
Пурли Нурмамедович Агамурадов (род. 1962, Ашхабад) — туркменский государственный деятель, учёный, экономист, кандидат экономических наук.

## Образование
Образование высшее. В 1986 году окончил Туркменский институт народного хозяйства.
В 1993 году в Белорусском государственном экономическом университете защитил кандидатскую диссертацию на тему «Учет и контроль затрат вспомогательных производств в условиях рыночных отношений» (на материалах предприятий промышленности строительных материалов республик Беларусь и Туркменистан). Кандидат экономических наук.

## Карьера
Он начал свою карьеру в 1979 году в качестве работника в ремонтно-строительном управлении Ашхабада.
В 1986—1990 годах он работал преподавателем в Туркменском институте народного хозяйства.
В 1990—1993 годах — аспирант Белорусского государственного экономического университета.
В 1993—2002 годах работал старшим преподавателем в Туркменском институте народного хозяйства, а в 2002—2008 годах — работал на разных должностях в Хякимлике Ашхабада. До 14 октября 2008 года работал в должности заместитель хякима Ашхабада.
C 14 октября 2008 года по 03 апреля 2015 года был ректором Туркменского государственного института экономики и управления.
С 03 апреля 2015 года — министр образования Туркменистана.
С 26 января 2017 года по 9 октября 2020 года — заместитель Председателя Кабинета Министров Туркменистана.
9 октября 2020 года снят с должности «за серьёзные недостатки, допущенные в работе»

## Награды и звания
- Медаль «20 лет Независимости Туркменистана»[10]
- Медаль «Махтумкули Фраги» (2014)[11]
- Медаль «За любовь к Отечеству»
- Медаль «В честь 25-летия Независимости Туркменистана»
- Медаль «Garaşsyz, Baky Bitarap Türkmenistan»